# دومین سرچنگالی
دومین سرچنگالی (انگلیسی: Fork head domain) یک دومین پروتئین است که در فاکتورهای رونویسی وجود دارد و کارشان اتصال به دی‌ان‌ای است.
این دومین به‌صورت یک مونومر به B-DNA متصل می‌شود و یکی از مهمترین وظایف‌شان تعیین سرنوشت سلول در جریان رویان‌زایی است. اعضای خانوادهٔ «O» از فاکتورهای رونویسی سرچنگالی (FoxO) نقش مهمی در متابولیسم، تکثیر سلولی، تحمل استرس محیطی و احتمالاً طولِ عمر سلول ایفا می‌کنند.